# Distrikt Huambo (Rodríguez de Mendoza)
Der Distrikt Huambo liegt in der Provinz Rodríguez de Mendoza in der Region Amazonas in Nord-Peru. Der Distrikt wurde am 5. Februar 1875 gegründet. Er besitzt eine Fläche von 77,6 km². Beim Zensus 2017 wurden 2801 Einwohner gezählt. Im Jahr 1993 lag die Einwohnerzahl bei 4193, im Jahr 2007 bei 3168. Sitz der Distriktverwaltung ist die 1698 m hoch gelegene Ortschaft Huambo mit 808 Einwohnern (Stand 2017). Huambo befindet sich 17 km südwestlich der Provinzhauptstadt Mendoza.

## Geographische Lage
Der Distrikt Huambo befindet sich in der peruanischen Zentralkordillere südwestzentral in der Provinz Rodríguez de Mendoza. Die Quebrada Riogrande begrenzt das Areal im Norden.
Der Distrikt Huambo grenzt im Südwesten an den Distrikt Limabamba, im Nordwesten an den Distrikt Cochamal, im Norden an den Distrikt Longar, im Nordosten an den Distrikt San Nicolás, im Osten an den Distrikt Santa Rosa sowie im Südosten an den Distrikt Totora.

## Ortschaften
Neben dem Hauptort gibt es im Distrikt folgende größere Ortschaften:
- Cucho
- Huayruro